# Víkingur Ólafsson
Víkingur Ólafsson, född 14 februari 1984 i Reykjavik är en isländsk klassisk pianist. Han har uppträtt med ledande orkestrar i Europa och Amerika, inklusive Los Angeles Philharmonic, Philharmonia Orchestra, Göteborgs symfoniorkester, och Sveriges Radios symfoniorkester, och med dirigenter som Thomas Adès, Esa -Pekka Salonen och Santtu-Matias Rouvali.
Víkingur Ólafsson har vunnit många priser, inklusive Årets album vid 2019 BBC Music Magazine Awards.  Víkingurs album Philip Glass Piano Works gav honom namnet "Islands Glenn Gould" av New York Times.
Víkingur Ólafsson växte upp i Reykjavík och började spela piano i tidig ålder under ledning av sin mor, en pianolärare. 
 Han studerade sedan vid Juilliard School i New York och tog kandidat- och magisterexamen under ledning av Jerome Lowenthal.
År 2011 var han solist i öppningskonserten av konserthuset Harpa i Reykjavík, och spelade Edvard Griegs pianokonsert med Islands symfoniorkester under ledning av Vladimir Asjkenazi.